# 勒法热
勒法热（法語：Le Faget，法語發音：[lə faʒɛ]）是法国上加龙省的一个市镇，属于图卢兹区。

## 地理
勒法热（43°34'4"N, 1°49'25"E）面积11.31 平方千米，位于法国奧克西塔尼大區上加龙省，该省份为法国西南部内陆省份，西南端与西班牙接壤，自此顺时针与上比利牛斯省、热尔省、塔恩-加龙省、塔恩省、奥德省和阿列日省接壤。
与勒法热接壤的市镇（或旧市镇、城区）包括：莫朗斯科蓬、康邦莱拉沃尔、屈克图尔扎、阿尔比亚克、旺迪内勒河畔欧里亚克、卢邦洛拉盖、拉萨尔沃塔洛拉盖。

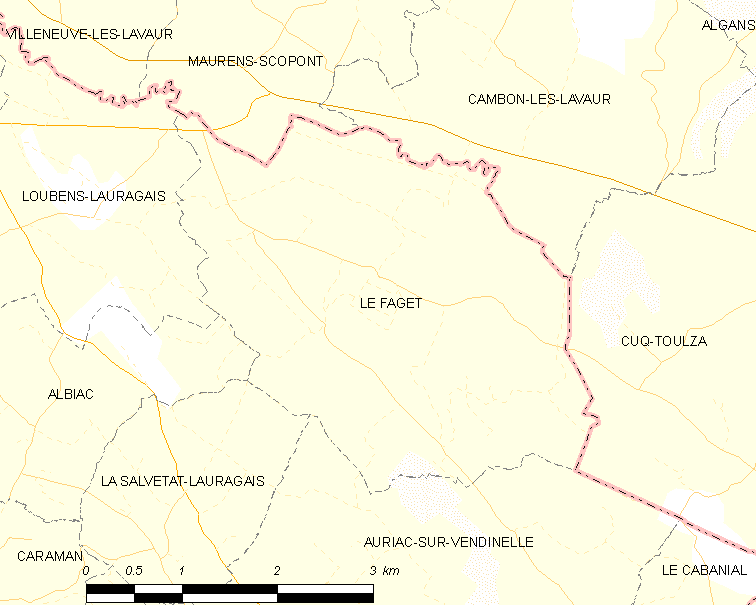
勒法热的OSM定位图

勒法热的时区为UTC+01:00、UTC+02:00（夏令时）。

## 行政
勒法热的邮政编码为31460，INSEE市镇编码为31179。

## 政治
勒法热所属的省级选区为勒韦勒县。

## 人口

1962-2008年间勒法热人口变化图示

勒法热于2022年1月1日时的人口数量为301人。